# Савари, Клод Этьенн
Клод Этьенн Савари (фр. Claude-Étienne Savary; 1750—1788) — французский путешественник, знаток восточных языков.
В 1776 году отправился в Египет, посетил главные города, где изучал нравы и памятники; в 1781 году вернулся в Париж, где принялся за перевод Корана, к которому присоединил примечания и очерк жизни Мухаммеда (1783).
Прочие труды: «Morale de Mahomet», «Lettres sur l’Égypte» (1788—1789), «Lettres sur la Grèce» (1782), «Amours d’Anas-Eloujoud et Ouardi» (1789), «Grammaire de la langue arabe vulgaire et littérale» (1813).